# Robbie Fowler
Robert Bernard Fowler, detto Robbie (Liverpool, 9 aprile 1975), è un allenatore di calcio ed ex calciatore inglese, di ruolo attaccante.
Considerato uno dei più grandi giocatori della storia del Liverpool, nel 2006 si classifica al quarto posto della 100 Players Who Shook The Kop, la classifica dei cento migliori giocatori del Liverpool di tutti i tempi, secondo un sondaggio effettuato sul sito ufficiale del club. È soprannominato "God" (Dio) dai tifosi del Liverpool.
La carriera professionistica di Fowler è cominciata nelle file del Liverpool, con cui ha debuttato nel 1993. Nella sua prima parentesi con la maglia dei Reds, in un periodo complessivo di otto anni, Fowler ha segnato 120 reti nella Premier League inglese. Successivamente ha giocato per il Leeds Utd e il Manchester City, prima di ritornare al Liverpool nel gennaio del 2006. Dal mese di maggio dello stesso anno è diventato il sesto miglior marcatore della storia della FA Premier League, dietro a Thierry Henry, Frank Lampard, Andy Cole, Wayne Rooney e Alan Shearer.
Ha giocato 26 partite con la maglia della nazionale inglese, segnando 7 gol. La sua ultima presenza con la maglia dei Three Lions risale al Mondiale del 2002.

## Biografia
Si è sposato il 9 giugno 2001 con la fidanzata Kerrie Ann Hannon, dalla quale ha finora avuto tre figli.
Il sito ufficiale della federazione ippica inglese segnala Fowler come una delle maggiori celebrità in possesso di una scuderia, citando la compagnia di proprietà sua e dell'amico Steve McManaman, "The Macca and Growler Partnership".
Nel 2005 Fowler risulta come uno dei mille britannici più ricchi in una classifica del Sunday Times. I suoi business uniti alle sue proprietà classificano Fowler come il terzo calciatore britannico più ricco, dando vita ad un coro dei sostenitori del Manchester City: "We all live in a Robbie Fowler house" (viviamo tutti in una casa di Robbie Fowler).
Nello stesso anno, il 2 settembre viene pubblicato il libro Fowler: My Autobiography, in cui il giocatore parla della propria carriera e vita privata. Dopo il trasferimento del giocatore al Liverpool l'autobiografia viene ripubblicata con un capitolo aggiunto, riguardante il suo ritorno ad Anfield; alcuni estratti di questa pubblicazione, che includevano delle critiche agli allenatori dell'Inghilterra, vengono poi anche ripresi dalla stampa britannica.

## Carriera

### Giocatore

#### Club

##### Gli inizi
Robbie Fowler è nato e cresciuto a Liverpool, nell'area di Toxteth. Da bambino era un appassionato tifoso dell'Everton, del quale andava spesso a vedere le partite al Goodison Park. A undici anni viene selezionato per i "Liverpool Schoolboys", una selezione giovanile del Liverpool, scoperto dall'osservatore Jim Aspinall. Da allora comincia ad allenarsi con il Liverpool una volta a settimana firmando per la selezione scolastica del club. Due anni dopo firma un contratto giovanile per poi passare ad uno da professionista nell'aprile del 1992, al compimento del suo diciassettesimo compleanno.

##### Liverpool
La prima convocazione di Fowler con la prima squadra del Liverpool arriva il 13 gennaio 1993 in occasione della partita di FA Cup contro il Bolton, durante la quale però non scende in campo. Esordire con il Liverpool allenato da Graeme Souness all'inizio della stagione seguente, il 22 settembre 1993 in casa del Fulham, segnando anche un gol nella vittoria per 3-1 dell'andata del secondo turno della League Cup. Due settimane dopo, nella gara di ritorno vinta dalla propria squadra per 5-0, Fowler mette a segno tutti i gol della partita, diventando il quarto giocatore della storia del Liverpool a segnare cinque reti in un match ufficiale. La sua prima tripletta (hat-trick) in Premier League arriva dopo cinque sole presenze nella massima serie inglese, nel match interno contro il Southampton.
Dopo sole tredici partite ufficiali con la maglia dei Reds, Fowler aveva già messo a segno ben dodici gol. Nel resto della stagione Fowler non riesce a mantenere la media-gol dei primi mesi, ma chiude comunque l'annata come capocannoniere della propria squadra con un bottino di 18 gol totali fra campionato e coppe.
Nella stagione 1994-1995 Fowler diventa una pedina inamovibile per la formazione del Merseyside, giocando in tutte le cinquantasette partite stagionali, compresa la vittoriosa finale di League Cup del 1995 ed una partita contro l'Arsenal, durante la quale segna una tripletta dopo soli quattro minuti e trentatré secondi, stabilendo un nuovo record per la Premiership.
Fowler viene premiato per due anni consecutivi (1995 e 1996) come miglior calciatore giovane dell'anno dall'associazione inglese dei calciatori professionisti (PFA), così come è successo finora soltanto a Ryan Giggs, Wayne Rooney e Cristiano Ronaldo.
Il 14 dicembre 1996, nel corso di una partita casalinga contro il Middlesbrough, segna quattro gol, raggiungendo e superando la quota di cento marcature dopo centosessantacinque gare ufficiali, impiegando meno partite rispetto a quelle che erano servite al suo mentore Ian Rush per arrivare a tale traguardo.
Nel corso della seconda metà degli anni novanta, Fowler viene considerato come il miglior realizzatore del campionato inglese. A rafforzare questa opinione diffusa c'è la continuità nelle prestazioni del giocatore, che lo porta a segnare più di trenta gol per tre stagioni consecutive, fino al 1997. Stan Collymore, il suo vecchio partner d'attacco, ha scritto nella propria autobiografia che Fowler è stato "il miglior calciatore con cui abbia mai giocato".
Nel 1997, dopo aver segnato un gol in una partita di Coppa delle Coppe, alza la maglia del Liverpool per mostrare una T-shirt in sostegno di alcuni portuali di Liverpool licenziati (i cosiddetti Liverpool dockers), incrementando così la propria popolarità nella zona del Merseyside. Lo stesso anno vince anche il premio Fair play dall'UEFA per aver ammesso di non aver subito un fallo da David Seaman in una partita ad Highbury contro l'Arsenal il 22 marzo, dopo che l'arbitro aveva assegnato il calcio di rigore. Dopo aver tentato inutilmente di convincere il direttore di gara a cambiare la propria decisione, Fowler tira il calcio di rigore facendoselo parare, anche se poi sulla ribattuta poi ci pensa Jason McAteer a realizzare il gol.
Fowler fa parte di quel gruppo di giocatori del Liverpool che a cavallo della metà degli anni novanta venivano denominati "The Spice Boys" dalla stampa, a seguito di una serie di controversie fuori dal campo di gioco. Il termine venne coniato dal Daily Mail, e fu dovuto alle voci, poi scoperte come false, che volevano il calciatore in procinto di sposarsi con la Spice Girl Emma Bunton. Il termine viene poi usato in maniera dispregiativa, indicando Fowler ed alcuni colleghi quali Jamie Redknapp, Stan Collymore, David James e Steve McManaman come incorreggibili playboys.
Il periodo sfortunato di Fowler inizia nel 1998, quando un infortunio al legamento del ginocchio lo costringe a chiudere anticipatamente la stagione, precludendogli la possibilità di partecipare ai campionati mondiali del 1998, favorendo così anche l'ascesa del giovane compagno di squadra Michael Owen, che aveva esordito con il Liverpool l'anno precedente.
Nel 1999 Fowler viene multato di 60.000 sterline dal Liverpool e dalla federazione calcistica inglese per avere esultato, successivamente ad un gol realizzato contro l'Everton, fingendo di sniffare cocaina, utilizzando la linea di fondocampo vicino alla porta. Per difendersi, il giocatore aveva affermato di essersi comportato così perché era stato accusato dai tifosi avversari di fare abuso di droga. Fowler viene anche squalificato per quattro partite dopo questo avvenimento. Successivamente riceve una nuova squalifica per altre due partite dopo che aveva provocato il difensore del Chelsea Graeme Le Saux sulle voci sulla sessualità del giocatore con un gesto della mano fatto alle spalle dello stesso. La federazione inglese lo multa quindi per una cifra di 32.000 sterline complessive per entrambi i comportamenti antisportivi.
Quando la squadra comincia ad essere guidata dal nuovo allenatore Gérard Houllier, Fowler raggiunge nuovi importanti obiettivi con la propria squadra vincendo League Cup, FA Cup e Coppa UEFA nello stesso anno, il 2001. Il suo contributo a questi successi è importante, segnando un gol ed uno dei calci di rigore della finale di League Cup ed il quarto gol nella spettacolare finale di Coppa UEFA contro l'Alavés, terminata 5-4 dopo i tempi supplementari.
Nell'ottobre del 2001 torna a segnare una tripletta dopo tre anni, aiutando il Liverpool a battere il Leicester City per 4-1, ma viene lasciato fuori nella partita successiva. L'ultima sua presenza nel suo primo periodo con la maglia dei Reds arriva contro il Sunderland, quando viene sostituito nell'intervallo della partita.

##### Leeds Utd
Nonostante la propria popolarità tra i tifosi del Liverpool, Fowler se ne va al Leeds Utd a causa di una serie di controversie esterne al campo di gioco e di alcune discussioni con l'allenatore Gérard Houllier ed il suo vice Phil Thompson. In seguito Fowler sostiene che a forzare la sua partenza sarebbe stato Houllier, accusandolo di aver fatto pressioni sul Liverpool Echo, il giornale locale della città, perché usasse la propria influenza per far cambiare l'opinione generale verso di lui. Il trasferimento avviene un mese esatto dopo la tripletta al Leicester e viene a costare al Leeds undici milioni di sterline. Il suo debutto con la nuova maglia avviene sul campo del Fulham, così come era successo con la maglia del Liverpool. Nella parte rimanente della stagione segna dodici reti, aiutando il club a raggiungere la qualificazione alla Coppa UEFA.
All'inizio della stagione 2002-03 Fowler soffre un aggravamento di un precedente infortunio all'anca, che lo costringe a rimanere fermo fino a dicembre; a causa di ciò e dei problemi finanziari che cominciano a gravare sul club, il valore tecnico ed economico del calciatore comincia a diminuire. Nonostante tutto però, Fowler totalizza quindici reti in trentuno presenze con la maglia del Leeds, con una media pari a quasi un gol ogni due partite.

##### Manchester City
A gennaio del 2003 Fowler si trasferisce al Manchester City dopo una lunga trattativa. Inizialmente il passaggio sembrava non dover avvenire, a causa delle opinioni divergenti dell'allenatore del Manchester City Kevin Keegan ed il presidente del club David Bernstein sullo stato fisico del giocatore, che portarono poi Bernstein a lasciare il club. Incoraggiato da Keegan, Fowler decide poi successivamente di firmare per il Manchester City il 16 gennaio per un trasferimento dal valore iniziale di 3 milioni di sterline, ai quali se ne sarebbero potuti aggiungere altri 3 in base al numero delle presenze del giocatore con la nuova maglia. Al Leeds Utd, a causa di queste bizzarre condizioni di trasferimento, rimane quindi da pagare ancora una sostanziosa parte dello stipendio dell'attaccante di Liverpool. Il debutto di Fowler con il Manchester City avviene contro il West Bromwich Albion il 1º febbraio 2003, ma la sua prima stagione con la maglia dei Citizens non è brillante e termina con un misero bottino di due sole reti realizzate.
Nella stagione 2003-04 continua ad avere problemi fisici e riesce a giocare una partita per intero in sole nove occasioni. L'arrivo dell'amico Steve McManaman dal Real Madrid all'inizio dà nuove speranze ai tifosi, ma la coppia non riesce a ritrovare la prolifica collaborazione in campo che aveva ai tempi del Liverpool, ricevendo critiche da tifosi e tabloid a causa dei loro lauti stipendi e dei loro eccessi fuori dal campo.
Nel 2004 Fowler, depresso a causa del suo calo di forma fisica e di rendimento, comincia a considerare il ritiro dall'attività agonistica, ma viene persuaso a continuare da Kevin Keegan e Stuart Pearce. Riesce a migliorare la qualità delle proprie prestazioni nella seconda metà della stagione 2004-05, segnando tra l'altro il suo centocinquantesimo gol in Premier League, nella vittoria del Manchester City contro il Norwich il 28 febbraio 2005. Ad ogni modo un suo rigore fallito al 90' dell'ultima partita del campionato contro il Middlesbrough preclude alla propria squadra l'accesso alla Coppa UEFA. Fowler conclude la stagione come capocannoniere della propria squadra, guadagnandosi l'approvazione dei propri tifosi che lo eleggono fra i tre migliori giocatori dell'anno, cosa descritta da Fowler come uno dei successi della propria carriera di cui va più orgoglioso.
All'inizio della stagione 2005-06, Fowler soffre qualche infortunio di troppo, che sono la causa principale di un suo scarso utilizzo nei primi quattro mesi della stagione, durante i quali gioca due sole partite entrando come sostituto. La prima partita che riesce a giocare dall'inizio è quella contro lo Scunthorpe in un incontro valido per la FA Cup, durante il quale segna una tripletta. La settimana successiva segna il terzo gol nel derby vinto dalla propria squadra per 3-1 contro il Manchester Utd, dopo essere entrato come sostituto. Dopo aver messo a segno la rete festeggia correndo verso la tifoseria avversaria e mostrando loro la mano aperta, per sottolineare come il Liverpool avesse vinto cinque edizioni della Champions League, contro le due vinte dai Red Devils.

##### Ritorno a Liverpool

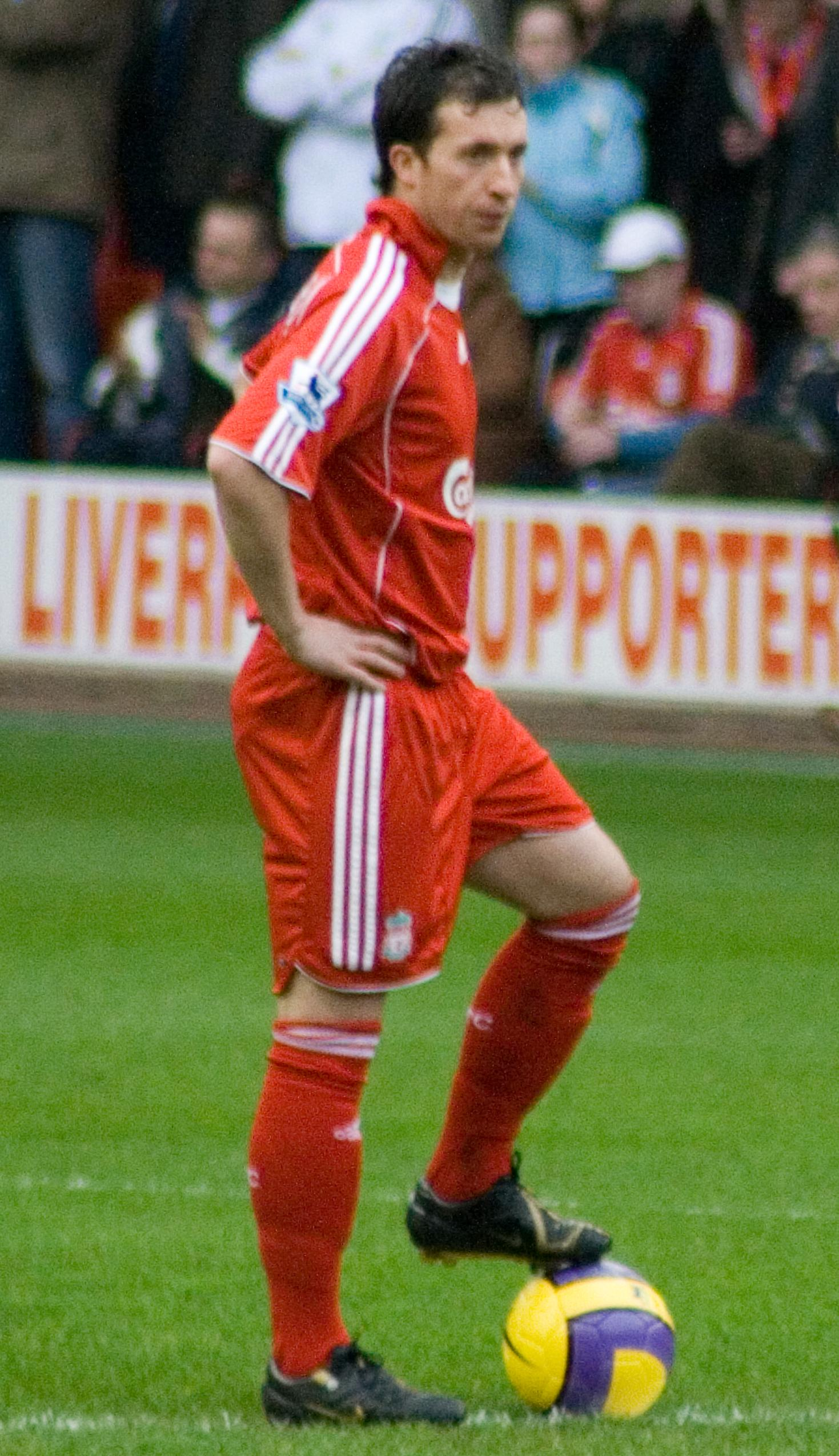
Fowler con la maglia del Liverpool nel 2007

Il 27 gennaio 2006, Fowler torna a giocare per il Liverpool, firmando un contratto annuale. Il suo ritorno viene accolto calorosamente dai tifosi, che avevano sempre mantenuto una grande stima nei suoi confronti. Fowler era rimasto egli stesso un tifoso del Liverpool anche dopo aver abbandonato la squadra, ed era stato presente anche ad Istanbul quando i Reds avevano vinto la loro quinta Champions League nel 2005. Al momento del suo ritorno nel club che lo aveva lanciato non può indossare la maglia numero 9 (con la quale era diventato fortemente associato nella sua prima esperienza a Liverpool dopo che l'aveva ereditata da Ian Rush) in quanto è già indossata da Djibril Cissé. Di conseguenza decise di scegliere il numero 11, ed i fan gli dedicarono lo striscione "Fowler, God, 11, welcome back to heaven" (Fowler, Dio, 11, bentornato in paradiso, anche se in italiano si perde la rima tra le parole "11" -eleven- e "heaven"). La stagione successiva riuscirà comunque poi a riavere il suo vecchio numero.
Il nuovo esordio con il Liverpool avviene nel febbraio 2006 contro il Birmingham City F.C.. Segna il primo gol il 15 marzo 2006 nella partita casalinga contro il Fulham, ovvero ancora una volta lo stesso club contro cui aveva segnato il primo gol da professionista tredici anni prima. Il successivo gol di Fowler viene realizzato contro il West Bromwich Albion e significa per il giocatore il raggiungimento di Kenny Dalglish nella classifica dei migliori marcatori della storia del club, mentre il successivo, contro il Bolton Wanderers, lo segna nel giorno del suo trentunesimo compleanno. Segnando il gol della vittoria per 1-0 del 16 aprile 2006 contro il Blackburn Rovers arriva a contare una serie di quattro gol in cinque partite. A maggio la società gli offre un prolungamento annuale del contratto, che viene celebrato da Fowler segnando il primo gol dell'ultima partita della stagione nella trasferta contro il Portsmouth, terminata poi col punteggio di 1-3 a favore del Liverpool; con questa marcatura si piazza inoltre al quarto posto nella classifica dei migliori marcatori della Premier League. L'ultima partita di campionato è anche l'ultima della stagione 2005-06 per lui, in quanto non può prendere poi parte alla successiva vittoriosa finale di FA Cup a causa delle norme di trasferimento in vigore nel campionato inglese.
Il 5 dicembre 2006 Robbie Fowler segna i suoi primi due gol assoluti in una fase non preliminare della Champions League nel corso della partita esterna contro il Galatasaray, terminata poi 3-2 per i padroni di casa.
Nella sua ultima partita con la maglia del Liverpool, disputata il 13 maggio 2007 contro il Charlton Athletic, Fowler gioca con la fascia di capitano, ed al momento della sostituzione a due minuti dal termine della partita ottiene una standing ovation dal pubblico di Anfield. L'attaccante finisce così la sua seconda parentesi con la maglia dei Reds con una medaglia di vice-campione d'Europa (nonostante non facesse parte dei giocatori fra campo e panchina nella finale di Champions League ad Atene), e si svincola dal club il 1º luglio 2007 dopo un totale di 369 partite e 183 gol con la maglia del Liverpool (compreso il primo periodo).

##### Cardiff City
Il 21 luglio 2007 Robbie Fowler firma un contratto biennale con il Cardiff City. Dopo aver saltato le prime partite per infortunio, Fowler fa il suo debutto con la nuova maglia il 28 agosto in League Cup contro il Leyton Orient, mentre le prime due reti, segnate entrambe di testa, arrivano il 22 settembre contro il Preston North End.

##### Blackburn, esperienze australiana e thailandese
Per la stagione successiva Fowler si accasa al Blackburn, ma dopo una serie di infortuni decide di rescindere il contratto con i Rovers per accasarsi in Australia, precisamente nel Queensland, a Townsville.
Nell'aprile 2010, Fowler si trasferisce al Perth Glory, sempre nel campionato australiano.
In data 7 luglio 2011, l'attaccante inglese, firma un contratto come giocatore e allenatore per il Muangthong Utd, club thailandese: attraverso una nota sul proprio sito ufficiale, il club conferma l'arrivo della storica colonna del Liverpool, non specificando però ancora i termini del contratto, ma comunicando solo che il giocatore verrà presentato ufficialmente il 10 luglio. Il 16 ottobre 2011 segna contro il Chiangrai il suo primo gol, mentre il 21 dicembre contro il TTM raggiunge quota 250 reti in carriera. A seguito dell'arrivo di Slaviša Jokanović come nuovo allenatore, il 28 febbraio annuncia l'addio al club.

##### Ritorno in Inghilterra e ritiro
Tornato in Inghilterra, da marzo 2012 inizia un periodo di prova al Blackpool, allenandosi con la squadra militante in Championship. Tuttavia questo periodo si conclude con un nulla di fatto, anche per mancati accordi economici.
Durante un'intervista a marzo 2013, comunica di non essersi ancora ritirato ufficialmente dal calcio giocato, anche se, tuttavia, sta completando dei corsi per poter allenare.
Il 3 agosto 2013 partecipa con la maglia del Liverpool all'amichevole contro l'Olympiacos, organizzata per celebrare i 15 anni di Gerrard con la maglia dei Reds, facendo ingresso dalla panchina al 73' e ricevendo una grande accoglienza dai suoi tifosi.

#### Nazionale
Nel 1993 aiuta la nazionale Under-18 inglese a vincere il campionato europeo di categoria. Nello stesso anno fa in suo esordio in Under-21 in occasione della trasferta del 13 novembre contro San Marino, segnando anche la prima rete dell'incontro al 3' di gioco.
La sua prima convocazione nella nazionale maggiore arriva nel 1996: esordisce il 27 marzo contro la Bulgaria, sostituendo Les Ferdinand a gara in corso, mentre nel successivo match contro la Croazia viene già schierato titolare. Partecipa poi anche al campionato d'Europa 1996 giocato in Inghilterra, scendendo in campo in due occasioni. Viene infine convocato per il campionato del mondo 2002 dove matura però solo una presenza, da subentrato, nella vittoria contro la Danimarca valevole per gli ottavi di finale.

### Allenatore

#### Brisbane Roar
Il 23 aprile 2019 diventa il nuovo allenatore del Brisbane Roar, club militante nella A-League, il massimo campionato di calcio australiano, con cui firma un contratto biennale. Per l'occasione, Fowler decise di chiamare all'interno del suo staff tecnico Tony Grant e Darren Davies. Appena dopo il suo arrivo la società ha annunciato che ci sarebbe stata un'operazione che avrebbe visto la rescissione contrattuale di molti giocatori in rosa, come ad esempio Éric Bauthéac, Brett Holman e Luke DeVere.
La sua gara d'esordio sulla panchina del club è stata una vittoria per 2-0 contro i campioni in carica del Sydney FC in FFA Cup. Durante la sua permanenza sarà nominato miglior allenatore del mese per due volte consecutive (gennaio e febbraio 2020), per poi lasciare l'incarico il 29 giugno 2020 a causa della pandemia di COVID-19.

#### East Bengal
Il 9 ottobre 2020 viene ingaggiato dall'East Bengal FC, club militante nella Indian Super League.  In meno di dieci giorni riuscì ad organizzare dettagliatamente la squadra per poterla preparare al meglio per le successive gare di campionato, riuscendo a totalizzare otto risultati utili consecutivi nelle sue prime dieci gare da tecnico.  Il 3 febbraio 2021 venne squalificato dalla Federcalcio per quattro turni a causa della sua cattiva condotta verso gli ufficiali di gara, con aggiunta di una multa da 5 lakh. Tuttavia, per i mesi restanti della stagione riuscirà ad accumulare solamente altre tre vittorie, concludendo la stagione al nono posto in classifica. Dati gli scarsi risultati prodotti, l'8 settembre 2021 rescinde consensualmente il contratto con la società.

#### Al Qadisiya
Il 29 giugno 2023 torna ad allenare dopo un anno e mezzo di inattività, ottenendo un incarico manageriale sulla panchina dell'Al-Qadisiya, club saudita militante nella Saudi First Division. Nonostante avesse totalizzato una percentuale di vittorie pari al 75% decise di lasciare l'incarico il 26 ottobre seguente.

## Statistiche

### Presenze e reti nei club
| Stagione               | Squadra                | Campionato             | Campionato | Campionato | Coppe nazionali | Coppe nazionali | Coppe nazionali | Coppe continentali | Coppe continentali | Coppe continentali | Altre coppe | Altre coppe | Altre coppe | Totale | Totale |
| Stagione               | Squadra                | Comp                   | Pres       | Reti       | Comp            | Pres            | Reti            | Comp               | Pres               | Reti               | Comp        | Pres        | Reti        | Pres   | Reti   |
| ---------------------- | ---------------------- | ---------------------- | ---------- | ---------- | --------------- | --------------- | --------------- | ------------------ | ------------------ | ------------------ | ----------- | ----------- | ----------- | ------ | ------ |
| 1993-1994              | Liverpool              | PL                     | 28         | 12         | FACup+CdL       | 1+5             | 0+6             | -                  | -                  | -                  | -           | -           | -           | 34     | 18     |
| 1994-1995              | Liverpool              | PL                     | 42         | 25         | FACup+CdL       | 7+8             | 2+4             | -                  | -                  | -                  | -           | -           | -           | 57     | 31     |
| 1995-1996              | Liverpool              | PL                     | 38         | 28         | FACup+CdL       | 7+4             | 6+2             | CU                 | 4                  | 0                  | -           | -           | -           | 53     | 36     |
| 1996-1997              | Liverpool              | PL                     | 32         | 18         | FACup+CdL       | 1+4             | 1+5             | CdC                | 7                  | 7                  | -           | -           | -           | 44     | 31     |
| 1997-1998              | Liverpool              | PL                     | 20         | 9          | FACup+CdL       | 1+4             | 0+3             | CU                 | 3                  | 1                  | -           | -           | -           | 28     | 13     |
| 1998-1999              | Liverpool              | PL                     | 25         | 14         | FACup+CdL       | 2+2             | 1+1             | CU                 | 6                  | 2                  | -           | -           | -           | 35     | 18     |
| 1999-2000              | Liverpool              | PL                     | 14         | 3          | FACup+CdL       | 0               | 0               | -                  | -                  | -                  | -           | -           | -           | 14     | 3      |
| 2000-2001              | Liverpool              | PL                     | 27         | 8          | FACup+CdL       | 5+5             | 2+6             | CU                 | 11                 | 1                  | -           | -           | -           | 48     | 17     |
| 2001-gen. 2002         | Liverpool              | PL                     | 10         | 3          | FACup+CdL       | 0               | 0               | UCL                | 7                  | 1                  | CS+SU       | 0           | 0           | 17     | 4      |
| gen.-giu. 2002         | Leeds Utd              | PL                     | 22         | 12         | FACup+CdL       | 1+0             | 0               | -                  | -                  | -                  | -           | -           | -           | 23     | 12     |
| 2002-gen. 2003         | Leeds Utd              | PL                     | 8          | 2          | FACup+CdL       | 1+0             | 0               | CU                 | 1                  | 0                  | -           | -           | -           | 10     | 2      |
| Totale Leeds Utd.      | Totale Leeds Utd.      | Totale Leeds Utd.      | 30         | 14         |                 | 2+0             | 0+0             |                    | 1                  | 0                  |             | -           | -           | 33     | 14     |
| gen.-giu. 2003         | Manchester City        | PL                     | 13         | 2          | FACup+CdL       | 0               | 0               | -                  | -                  | -                  | -           | -           | -           | 13     | 2      |
| 2003-2004              | Manchester City        | PL                     | 31         | 7          | FACup+CdL       | 4+2             | 1+1             | CU                 | 4                  | 1                  | -           | -           | -           | 41     | 10     |
| 2004-2005              | Manchester City        | PL                     | 32         | 10         | FACup+CdL       | 0+1             | 0+1             | -                  | -                  | -                  | -           | -           | -           | 33     | 11     |
| 2005-gen. 2006         | Manchester City        | PL                     | 4          | 1          | FACup+CdL       | 1+0             | 3+0             | -                  | -                  | -                  | -           | -           | -           | 5      | 4      |
| Totale Manchester City | Totale Manchester City | Totale Manchester City | 80         | 20         |                 | 5+3             | 4+2             |                    | 4                  | 1                  |             | -           | -           | 92     | 27     |
| gen.-giu. 2006         | Liverpool              | PL                     | 14         | 5          | FACup+CdL       | 0               | 0               | UCL                | 2                  | 0                  | SU          | -           | -           | 16     | 5      |
| 2006-2007              | Liverpool              | PL                     | 16         | 3          | FACup+CdL       | 0+3             | 0+2             | UCL                | 4                  | 2                  | CS          | 0           | 0           | 23     | 7      |
| Totale Liverpool       | Totale Liverpool       | Totale Liverpool       | 266        | 128        |                 | 24+35           | 12+29           |                    | 44                 | 14                 |             | 0           | 0           | 369    | 183    |
| 2007-2008              | Cardiff City           | FLC                    | 13         | 4          | FACup+CdL       | 0+3             | 0+2             | -                  | -                  | -                  | -           | -           | -           | 16     | 6      |
| 2008-2009              | Blackburn              | PL                     | 3          | 0          | FACup+CdL       | 0+3             | 0               | -                  | -                  | -                  | -           | -           | -           | 6      | 0      |
| 2009-2010              | N. Queensland Fury     | AL                     | 26         | 9          | -               | -               | -               | -                  | -                  | -                  | -           | -           | -           | 26     | 9      |
| 2010-2011              | Perth Glory            | AL                     | 28         | 9          | -               | -               | -               | -                  | -                  | -                  | -           | -           | -           | 28     | 9      |
| 2011                   | Muangthong Utd         | TPL                    | 13         | 2          | -               | -               | -               | ACL+AFC            | 2+5                | 0+2                | -           | -           | -           | 20     | 4      |
| Totale                 | Totale                 | Totale                 | 459        | 186        |                 | 75              | 49              |                    | 56                 | 17                 |             | 0           | 0           | 590    | 252    |

### Cronologia presenze e reti in nazionale
| Cronologia completa delle presenze e delle reti in nazionale ― Inghilterra | Cronologia completa delle presenze e delle reti in nazionale ― Inghilterra | Cronologia completa delle presenze e delle reti in nazionale ― Inghilterra | Cronologia completa delle presenze e delle reti in nazionale ― Inghilterra | Cronologia completa delle presenze e delle reti in nazionale ― Inghilterra | Cronologia completa delle presenze e delle reti in nazionale ― Inghilterra | Cronologia completa delle presenze e delle reti in nazionale ― Inghilterra | Cronologia completa delle presenze e delle reti in nazionale ― Inghilterra |
| Data                                                                       | Città                                                                      | In casa                                                                    | Risultato                                                                  | Ospiti                                                                     | Competizione                                                               | Reti                                                                       | Note                                                                       |
| -------------------------------------------------------------------------- | -------------------------------------------------------------------------- | -------------------------------------------------------------------------- | -------------------------------------------------------------------------- | -------------------------------------------------------------------------- | -------------------------------------------------------------------------- | -------------------------------------------------------------------------- | -------------------------------------------------------------------------- |
| 27-3-1996                                                                  | Londra                                                                     | Inghilterra                                                                | 1 – 0                                                                      | Bulgaria                                                                   | Amichevole                                                                 | -                                                                          |                                                                            |
| 24-4-1996                                                                  | Londra                                                                     | Inghilterra                                                                | 0 – 0                                                                      | Croazia                                                                    | Amichevole                                                                 | -                                                                          |                                                                            |
| 23-5-1996                                                                  | Pechino                                                                    | Cina                                                                       | 0 – 3                                                                      | Inghilterra                                                                | Amichevole                                                                 | -                                                                          |                                                                            |
| 18-6-1996                                                                  | Londra                                                                     | Paesi Bassi                                                                | 1 – 4                                                                      | Inghilterra                                                                | Euro 1996 - 1º turno                                                       | -                                                                          |                                                                            |
| 22-6-1996                                                                  | Londra                                                                     | Inghilterra                                                                | 0 – 0 dts (4 – 2 dtr)                                                      | Spagna                                                                     | Euro 1996 - Quarti di finale                                               | -                                                                          |                                                                            |
| 29-3-1997                                                                  | Londra                                                                     | Inghilterra                                                                | 2 – 0                                                                      | Messico                                                                    | Amichevole                                                                 | 1                                                                          |                                                                            |
| 15-11-1997                                                                 | Londra                                                                     | Inghilterra                                                                | 2 – 0                                                                      | Camerun                                                                    | Amichevole                                                                 | 1                                                                          |                                                                            |
| 18-11-1998                                                                 | Londra                                                                     | Inghilterra                                                                | 2 – 0                                                                      | Rep. Ceca                                                                  | Amichevole                                                                 | -                                                                          |                                                                            |
| 9-6-1999                                                                   | Sofia                                                                      | Bulgaria                                                                   | 1 – 1                                                                      | Inghilterra                                                                | Amichevole                                                                 | -                                                                          |                                                                            |
| 4-9-1999                                                                   | Londra                                                                     | Inghilterra                                                                | 6 – 0                                                                      | Lussemburgo                                                                | Qual. Euro 2000                                                            | -                                                                          |                                                                            |
| 8-9-1999                                                                   | Varsavia                                                                   | Polonia                                                                    | 0 – 0                                                                      | Inghilterra                                                                | Amichevole                                                                 | -                                                                          |                                                                            |
| 27-5-2000                                                                  | Londra                                                                     | Inghilterra                                                                | 2 – 0                                                                      | Brasile                                                                    | Amichevole                                                                 | -                                                                          |                                                                            |
| 31-5-2000                                                                  | Londra                                                                     | Inghilterra                                                                | 2 – 0                                                                      | Ucraina                                                                    | Amichevole                                                                 | 1                                                                          |                                                                            |
| 3-6-2000                                                                   | Ta' Qali                                                                   | Malta                                                                      | 1 – 2                                                                      | Inghilterra                                                                | Amichevole                                                                 | -                                                                          |                                                                            |
| 15-11-2000                                                                 | Torino                                                                     | Italia                                                                     | 1 – 0                                                                      | Inghilterra                                                                | Amichevole                                                                 | -                                                                          |                                                                            |
| 24-3-2001                                                                  | Liverpool                                                                  | Inghilterra                                                                | 2 – 1                                                                      | Finlandia                                                                  | Qual. Mondiali 2002                                                        | -                                                                          |                                                                            |
| 25-5-2001                                                                  | Derby                                                                      | Inghilterra                                                                | 4 – 0                                                                      | Messico                                                                    | Amichevole                                                                 | 1                                                                          |                                                                            |
| 6-6-2001                                                                   | Atene                                                                      | Grecia                                                                     | 0 – 2                                                                      | Inghilterra                                                                | Qual. Mondiali 2002                                                        | -                                                                          |                                                                            |
| 15-8-2001                                                                  | Londra                                                                     | Inghilterra                                                                | 0 – 2                                                                      | Paesi Bassi                                                                | Amichevole                                                                 | -                                                                          |                                                                            |
| 5-9-2001                                                                   | Newcastle upon Tyne                                                        | Inghilterra                                                                | 2 – 0                                                                      | Albania                                                                    | Qual. Mondiali 2002                                                        | 1                                                                          |                                                                            |
| 6-10-2001                                                                  | Manchester                                                                 | Inghilterra                                                                | 2 – 2                                                                      | Grecia                                                                     | Qual. Mondiali 2002                                                        | -                                                                          |                                                                            |
| 10-11-2001                                                                 | Manchester                                                                 | Inghilterra                                                                | 1 – 1                                                                      | Svezia                                                                     | Amichevole                                                                 | -                                                                          |                                                                            |
| 27-3-2002                                                                  | Leeds                                                                      | Inghilterra                                                                | 1 – 2                                                                      | Italia                                                                     | Amichevole                                                                 | 1                                                                          |                                                                            |
| 17-4-2002                                                                  | Liverpool                                                                  | Inghilterra                                                                | 4 – 0                                                                      | Paraguay                                                                   | Amichevole                                                                 | -                                                                          |                                                                            |
| 26-5-2002                                                                  | Kōbe                                                                       | Inghilterra                                                                | 2 – 2                                                                      | Camerun                                                                    | Amichevole                                                                 | 1                                                                          |                                                                            |
| 15-6-2002                                                                  | Niigata                                                                    | Danimarca                                                                  | 0 – 3                                                                      | Inghilterra                                                                | Mondiali 2002 - Ottavi di finale                                           | -                                                                          |                                                                            |
| Totale                                                                     |                                                                            | Presenze                                                                   | 26                                                                         |                                                                            | Reti                                                                       | 7                                                                          |                                                                            |

## Palmarès

### Giocatore

#### Club

##### Competizioni nazionali
- Coppa di Lega inglese: 2

Liverpool: 1994-1995, 2000-2001
- Coppa d'Inghilterra: 2

Liverpool: 2000-2001, 2005-2006
- Charity/Community Shield: 2

Liverpool: 2001, 2006

##### Competizioni internazionali
- Coppa UEFA: 1

Liverpool: 2000-2001
- Supercoppa UEFA: 1

Liverpool: 2001

#### Nazionale
- Campionato d'Europa Under-19: 1

1993

#### Individuale
- FA Premier League Player of the Month: 2

1995-1996 - Dicembre, 1995-1996 - Gennaio
- Capocannoniere della Coppa delle Coppe: 1

1996-1997
- Capocannoniere della Coppa di Lega inglese: 1

2000-2001 (6 gol)